# Georgi Dobrovolski
Georgi Timofeyevich Dobrovolski (em russo: Георгий Тимофеевич Добровольский; Odessa, 1 de junho de 1928 – Espaço exterior, 29 de junho de 1971) foi um cosmonauta soviético que comandou a tripulação da Soyuz 11. Eles se tornaram os primeiros a embarcarem numa estação espacial, Salyut 1, mas faleceram de asfixia devido a uma válvula acidentalmente aberta no processo de regresso. Até o momento, são os primeiros e únicos humanos a terem falecido no espaço.

## Biografia
Dobrovolsky, Patsayev e Volkov voaram na Soyuz 11 e se tornaram a segunda tripulação a falecer no decorrer de uma missão espacial.
Depois de uma reentrada normal, a cápsula foi aberta e a tripulação foi encontrada morta. Posteriormente foi descoberto que uma válvula havia se aberto antes de deixarem a órbita, o que permitiu que a atmosfera da cápsula vazou para o espaço, sufocando a tripulação.
Suas cinzas foram colocadas numa urna na Necrópole da Muralha do Kremlin, Praça Vermelha, Moscou. Entre os portadores dos caixões estavam Alexei Leonov (que era o comandante original da Soyuz 11, Vladimir Shatalov, Andrian Nikolayev e o astronauta estadunidense Thomas Stafford. Dobrovolski postumamente recebeu o título de Herói da União Soviética, a Ordem de Lenin e a de Piloto-Cosmonauta da URSS.